# Ovos do Ofício
O episódio piloto da comédia de situação Os Caras de Pau, intitulado de Ovos do Ofício, é o primeiro episódio da série, e é o que dá início à primeira temporada. Sua estreia se deu em 4 de abril de 2010, através da Rede Globo de Televisão. O episódio foi dirigido por Marcio Trigo e Marcos Paulo e escrito por Chico Soares e Marcius Melhem. A ideia de criar uma série com os personagens Pedrão e Jorginho, que já faziam aparições no Zorra Total, surgiu após o especial de fim de ano ter uma média de audiência entre 15 e 18 pontos, considerado elevado para o horário, agradando a emissora.
Em sua exibição original, o episódio registrou uma média de 10 pontos de audiência, considerando a medição do Instituto Brasileiro de Opinião Pública e Estatística. Isso representa cerca de 580 mil domicílios na Região Metropolitana de São Paulo, considerando o fato de que cada um ponto equivale a 58 mil domicílios.[carece de fontes?]

## Enredo
Pedrão (interpretado por Marcius Melhem) e Jorginho (interpretado por Leandro Hassum) tentam encontrar formas de celebrar a Páscoa sem gastar muito dinheiro. Logo no início do episódio, Jorginho e Pedrão conversam sobre a celebração, mas o papo é interrompido quando Jorginho percebe que está atrasado para seu mais recente emprego: divulgar uma loja de doces vestido de coelho rosa. Tudo para ganhar um dinheiro extra.
Pedrão não perde a oportunidade de ver o amigo fantasiado e o ajuda a lidar com as crianças que o cercam em busca dos desejados chocolates. Mas as confusões não param por aí: ele consegue uma vaga em uma loja do shopping. Juntos, ele e Jorginho participam da divulgação do local como o mágico e o coelho, que sai de uma cartola gigante para falar das promoções.
Com o salário, a dupla segue para uma padaria à procura de ovos de Páscoa baratos para presentear familiares e amigos. Esperto como sempre, Pedrão ganha uma aposta com Fritz, padeiro português, e leva dez chocolates de graça. Despreocupado, ele guarda os ovos, mas não conta com a possibilidade de que Jorginho roube os doces e deixe somente um para a continuação de seu plano de economia. Desta vez, ele pretende presentear um vizinho com o último ovo de Páscoa e assim convencê-lo a convidar a dupla para almoçar em sua casa.
Ainda com o objetivo de conseguir mais dinheiro, Pedrão e Jorginho são contratados em uma fábrica de chocolates, onde devem embalar bombons. Mas os dois atrapalhados conseguem ser demitidos no mesmo dia. Sem dinheiro e emprego, eles criam mais um plano para dar um mesmo presente para suas respectivas namoradas, Maria e Bete. Porém, como tudo que acontece com a dupla, nada sai como planejado.

## Produção
O episódio foi escrito por Chico Soares e pelo ator Marcius Melhem, que já havia assinado algumas esquetes no Zorra Total, além de ser o redator final dos especiais de fim de ano da série. Márcio Trigo foi o diretor geral, e Marcos Paulo diretor de núcleo. Foi originalmente exibido na Rede Globo na tarde de 4 de Abril de 2010 como o episódio piloto, ou seja, o primeiro episódio da primeira temporada da série.

### Concepção
"Por isso que existem poucos convidados no programa. Não adianta ter alguém que vire um quebra-molas, que interrompa a velocidade do humor deles".

— Marcos Paulo
Marcius Melhem e Leandro Hassum estavam se destacando em esquetes no programa Zorra Total, quando a Globo resolveu lançá-los em um especial de fim de ano conhecido como Os Caras de Pau. Foram produzidos 10 episódios temáticos com uma grande variedade de temas, tais como medo, Dia das Mães, Copa do Mundo, festas, saúde, tecnologia e entre outros. Com os índices de audiência elevados, a Globo renovou o especial para uma temporada inteira na grade de domingo.